# ART Düsseldorf

ART Düsseldorf.

HSG ART Düsseldorf är ett tyskt handbollslag från Düsseldorf i Nordrhein-Westfalen, bildat 2000 genom en fusion av de handbollssektionen i Allgemeinen Rather Turnverein (ART Düsseldorf) och handbollslaget HSV Düsseldorf (historiskt kopplat till TuRU Düsseldorf). Hemmaarena är Castello Düsseldorf.
ART Düsseldorf har spelat fyra säsonger i Bundesliga (2004/2005, 2005/2006, 2006/2007 och 2009/2010).

## Bakgrund
1982 slogs handbollssektionerna i klubbarna TB Ratingen och TB Wülfrath samman för att bilda en tävlingsallians. Det nybildade handbollslaget HSG Wülfrath/Ratingen gick med i idrottsföreningen TuRU 1880 Düsseldorf bara ett år senare. Klubben spelade under namnet TuRU Düsseldorf fram till 1993, sedan drog sig handbollssektionen ur föreningen och bytte namn till HSV Düsseldorf. År 2000 gick HSV Düsseldorf ihop med ART Düsseldorf. Vid den tiden spelade klubben i 2:a Handball-Bundesliga Süd.

## Lagnamn
- TB Wülfrath (1981–1982)
- HSG Wülfrath/Ratingen (1982–1983)
- TuRU Düsseldorf (1983–1993)
- HSV Düsseldorf (1993–2000)
- HSG Düsseldorf (2000–2012)
- ART Düsseldorf (2012–)

## Meriter
- EHF-cupmästare 1989 (TuRU Düsseldorf)

## Spelare i urval
- Jan Filip (HSV Düsseldorf, 1997–1998)
- Julius Kühn (2008–2012)
- Ola Lindgren (HSV Düsseldorf, 1995–1998)
- Alexander Petersson (2003–2005)
- Patrick Wiencek (2006–2007)